# 53 stacje szlaku Tōkaidō

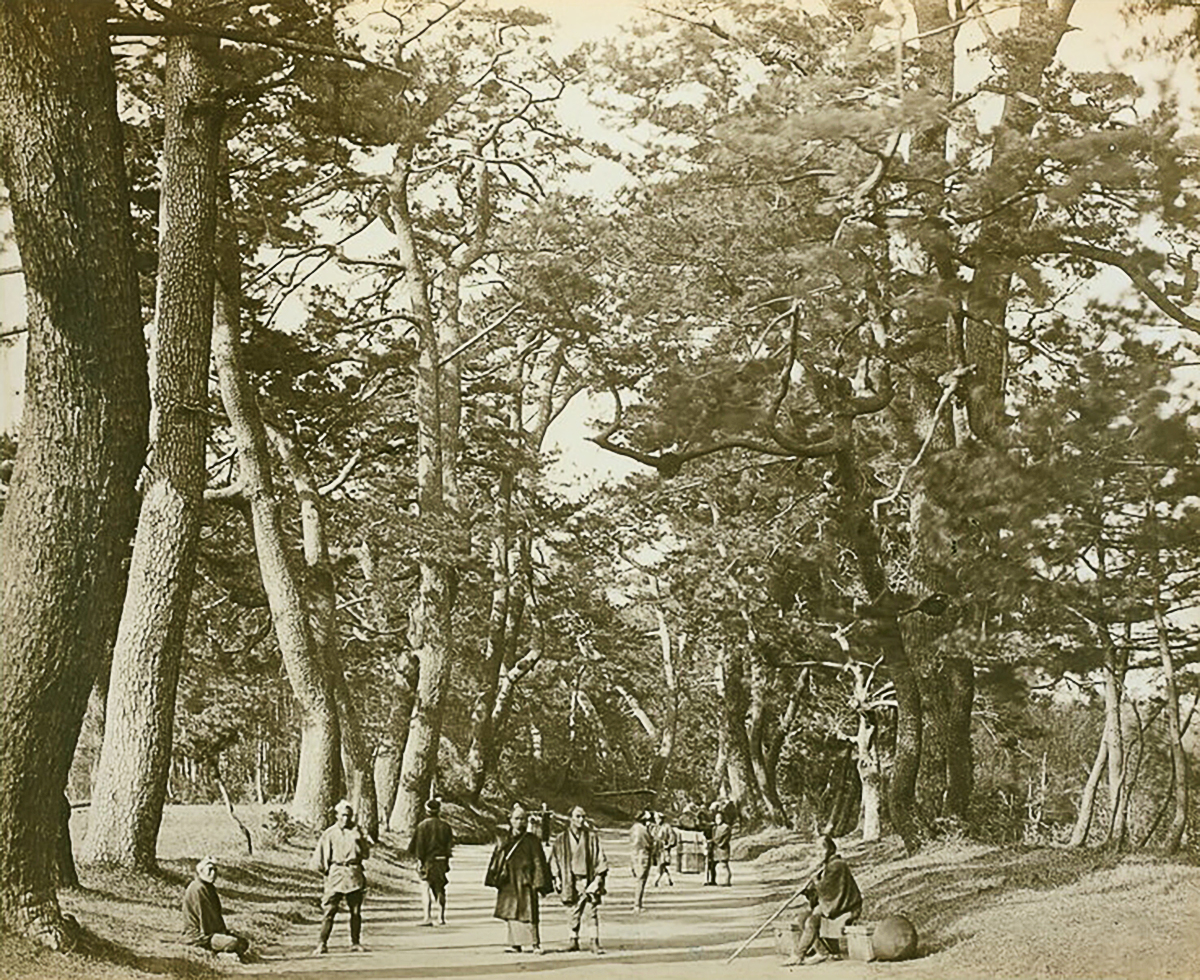
Tōkaidō w 1865 r.

53 stacje Tōkaidō (jap. 東海道五十三次 Tōkaidō gojūsan-tsugi) – stacje pocztowe (shukuba), które znajdowały się na drodze Tōkaidō biegnącej wzdłuż wybrzeża Pacyfiku. Zaczynała się w Nihonbashi w Edo (dzisiejsze Tokio) i kończyła w Sanjō Ōhashi w Kioto.

## Stacje na Tōkaidō
Pierwotnie na Tōkaidō znajdowały się 53 stacje pocztowe, gdzie wędrowcy mogli m.in. przenocować i pożywić się, ale musieli okazywać dokumenty upoważniające ich do podróży po tej drodze.
Wszystkie stacje wraz z miejscami początku i końca trasy są przedstawione poniżej. Stacje są podzielone na dzisiejsze prefektury, w których się znajdowały oraz podano miasta wraz z dzielnicami, w których się znajdowały.

### Tokio

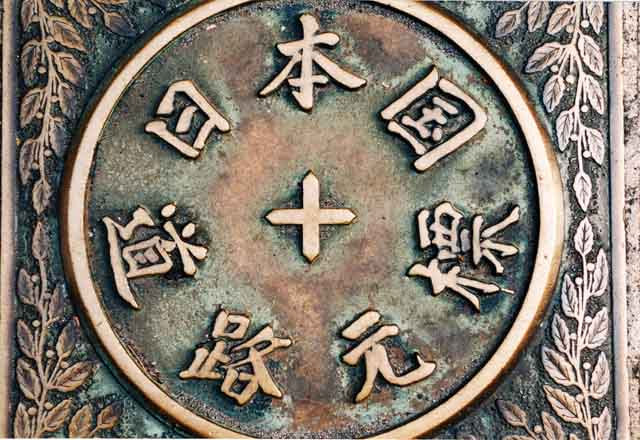
Znak początku Gokaidō na Nihonbashi

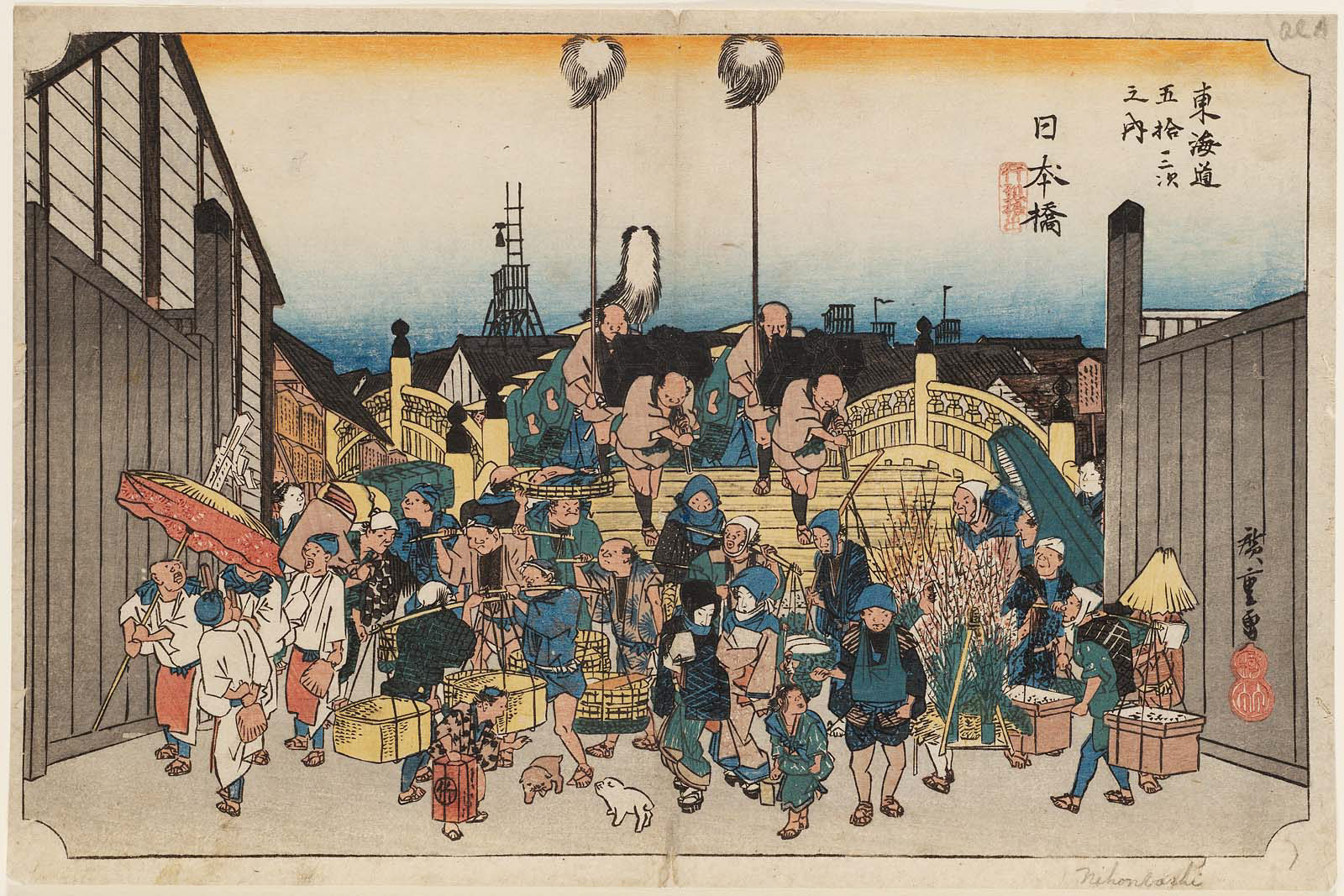
Nihonbashi w latach 30. XIX wieku. Obraz Hiroshige Andō

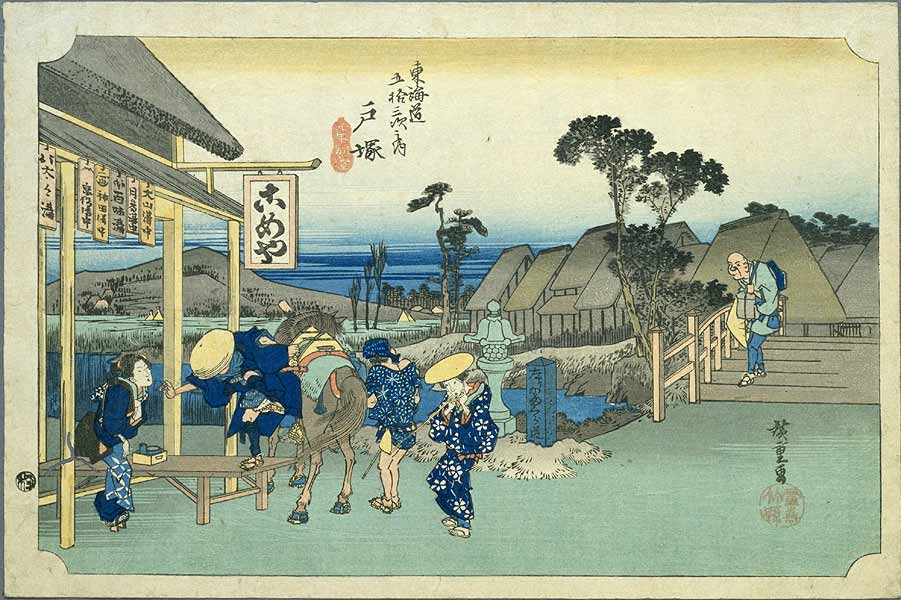
Piąta stacja Tōkaidō, Totsuka

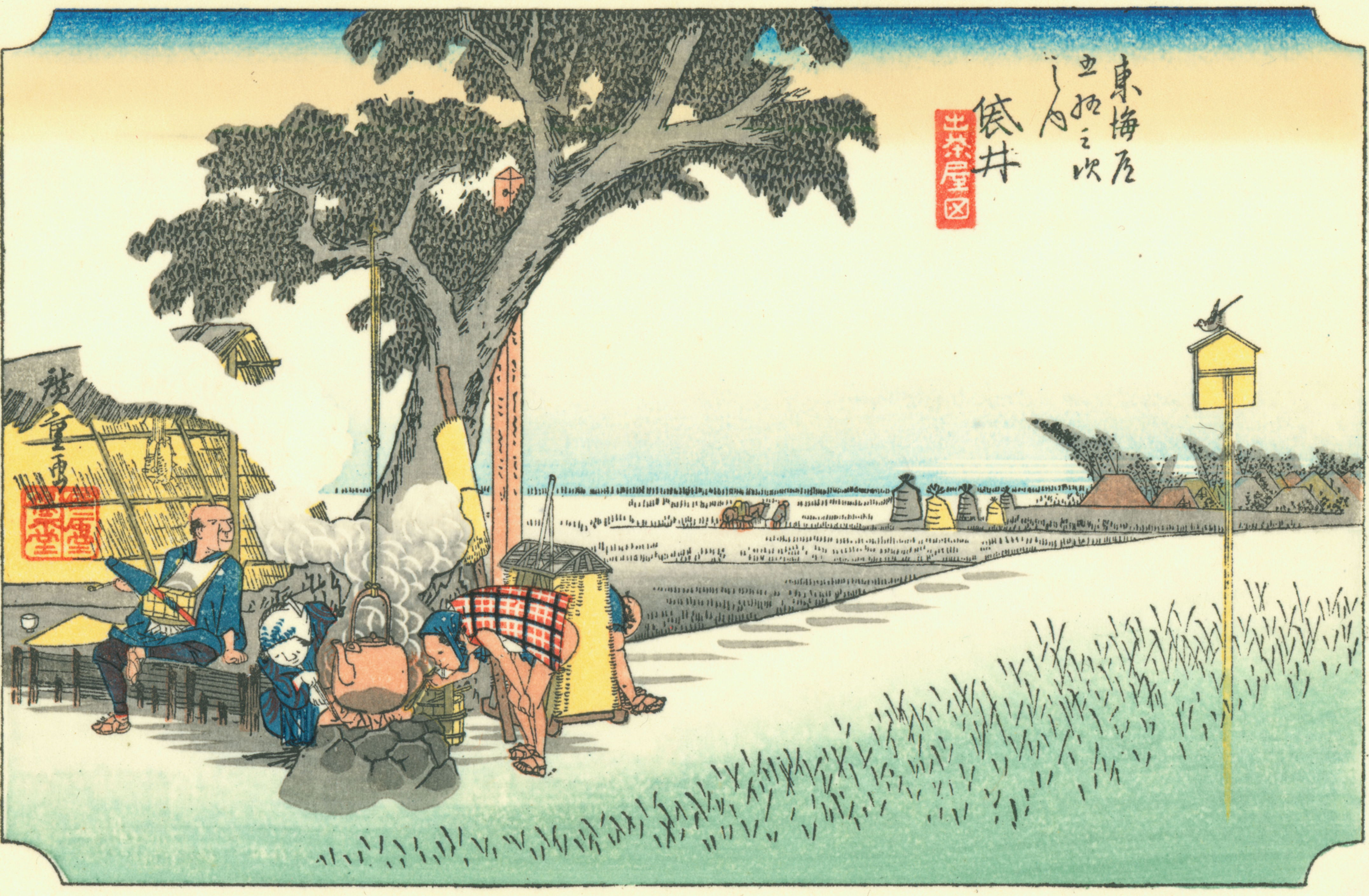
Okolice stacji w Fukuroi

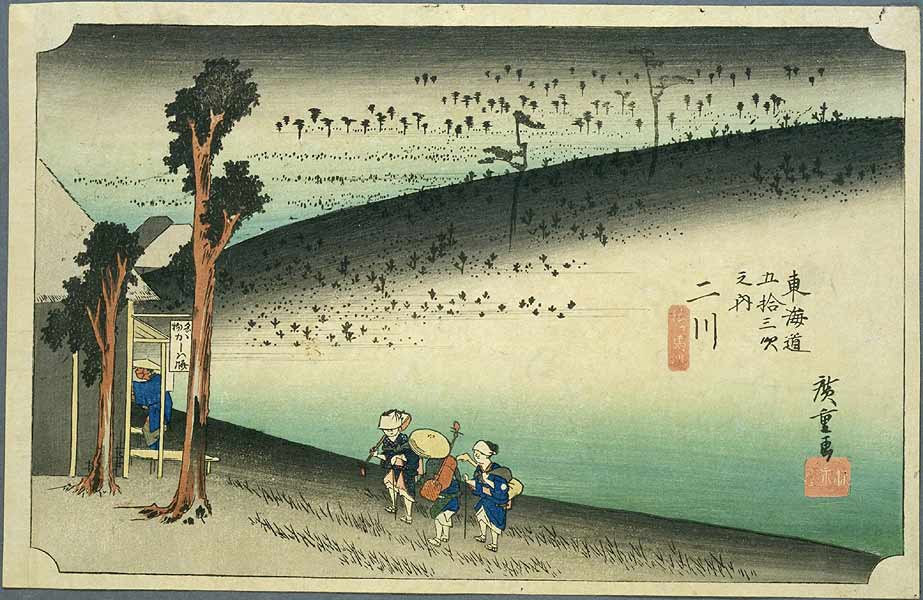
Widok na Futagawa-juku

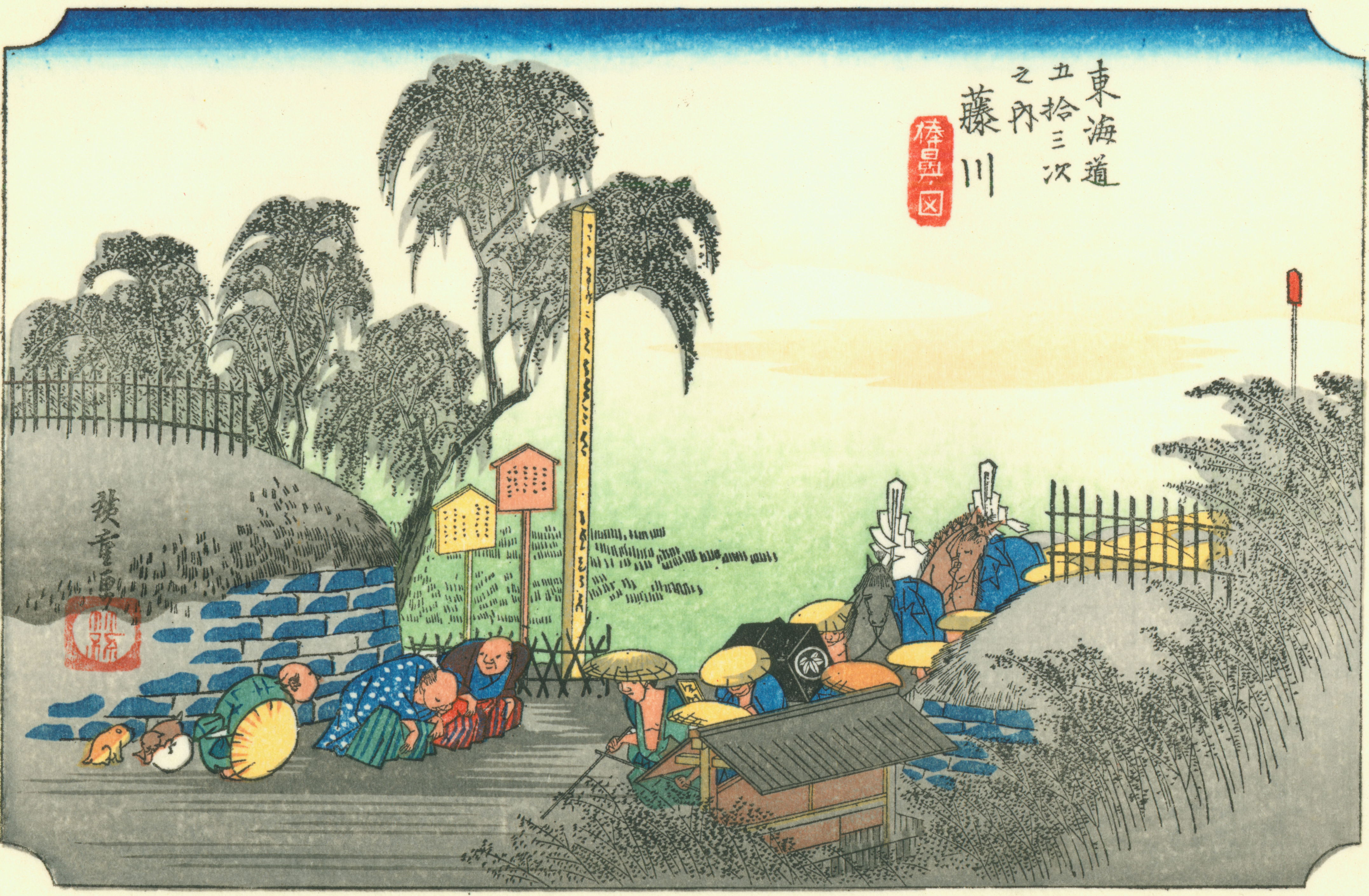
Stacja w Fujikawa

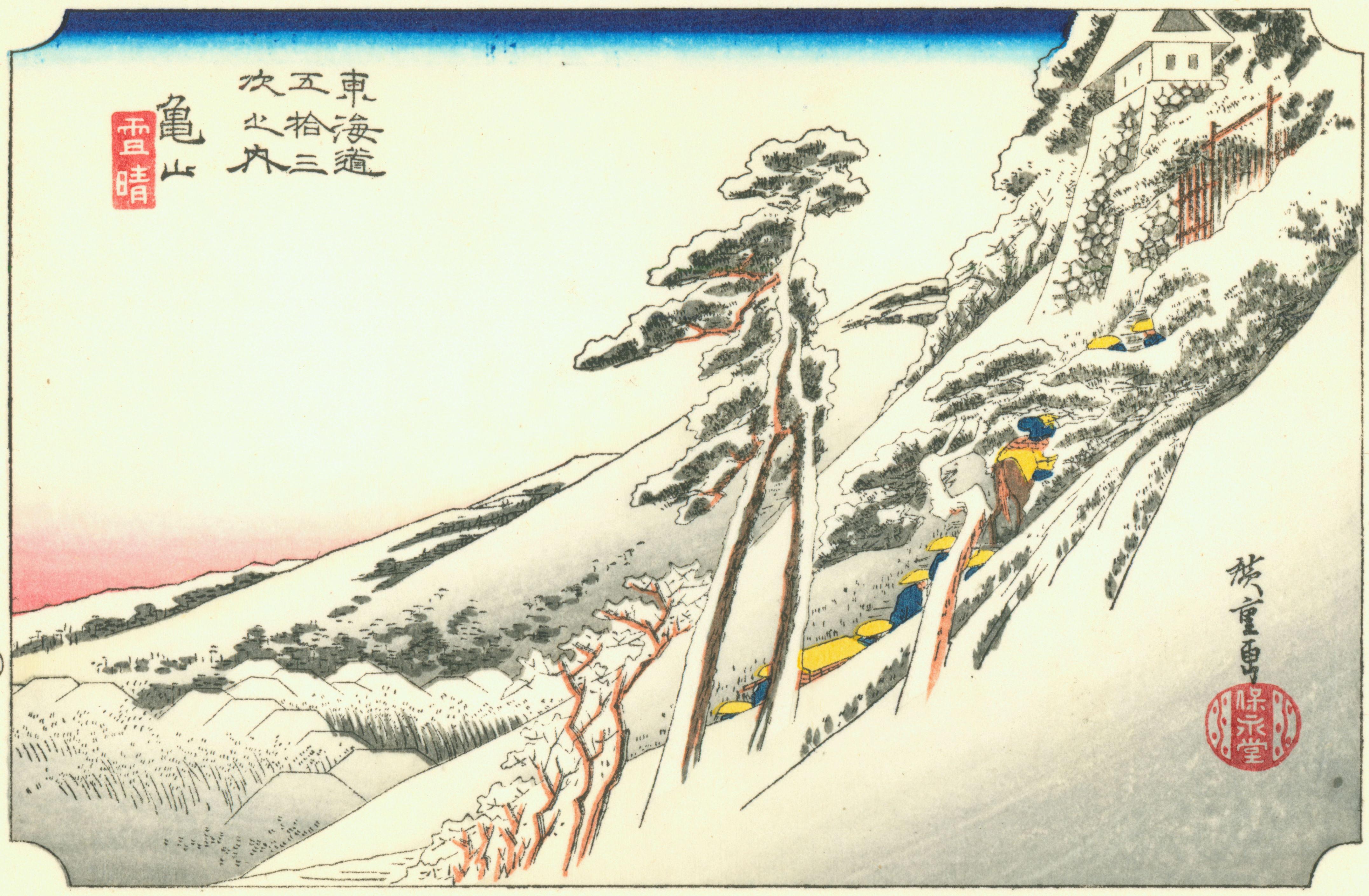
Obraz przedstawiający okolice Kameyama-juku

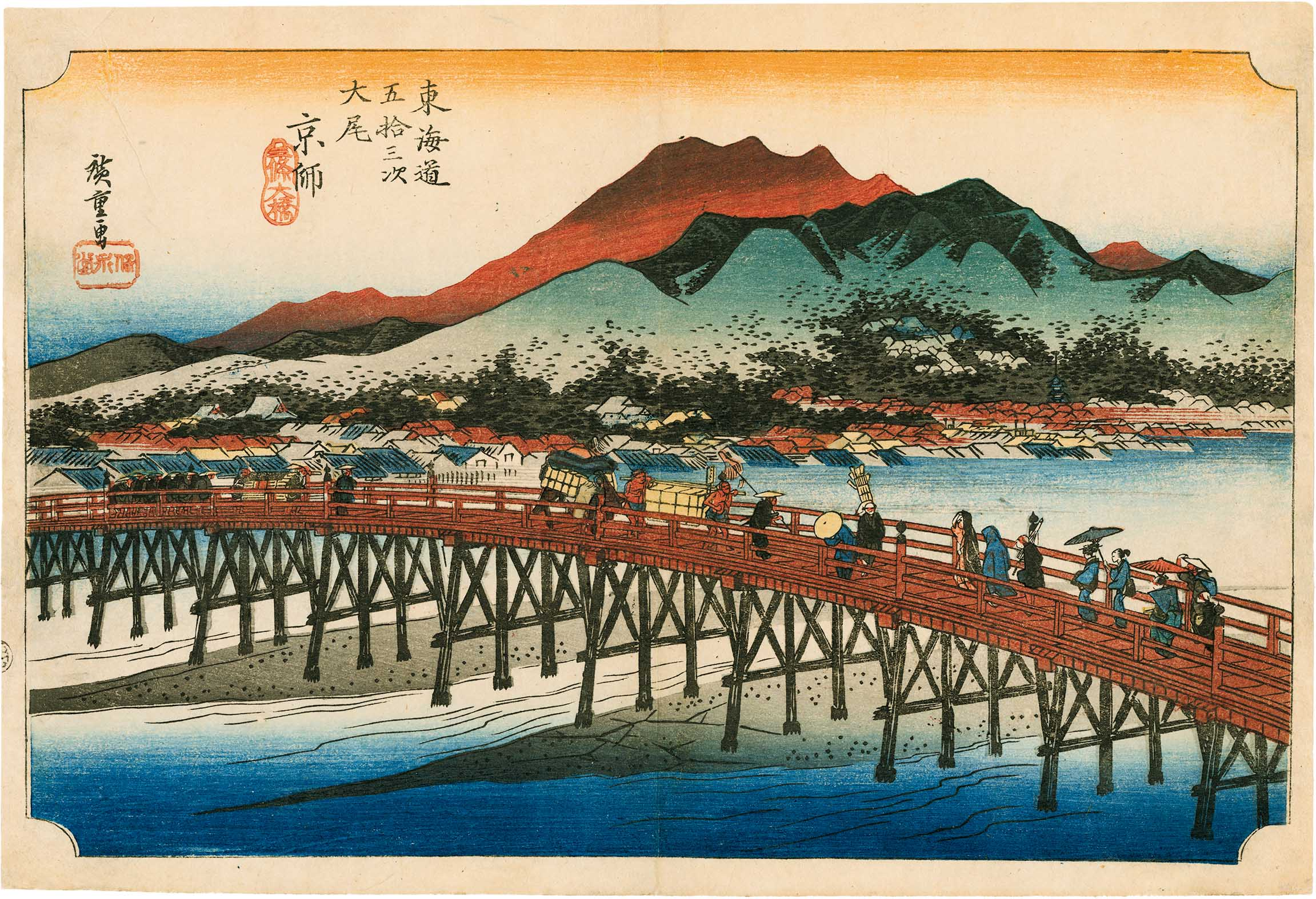
Koniec Tōkaidō - przyjazd do Kioto

Miejsce początkowe: Nihonbashi (日本橋) (Chūō-ku)
1. Shinagawa-juku (品川宿) (Shinagawa)

### Prefektura Kanagawa
2. Kawasaki-juku (川崎宿) (Kawasaki-ku, Kawasaki)
3. Kanagawa-juku (神奈川宿) (Kanagawa-ku, Jokohama)
4. Hodogaya-juku (程ヶ谷宿) (Hodogaya-ku, Jokohama)
5. Totsuka-juku (戸塚宿) (Totsuka-ku, Jokohama)
6. Fujisawa-shuku (藤沢宿) (Fujisawa)
7. Hiratsuka-juku (平塚宿) (Hiratsuka)
8. Ōiso-juku (大磯宿) (Ōiso, powiat Naka)
9. Odawara-juku (小田原宿) (Odawara)
10. Hakone-juku (箱根宿) (Hakone, powiat Ashigarashimo)

### Prefektura Shizuoka
11. Mishima-shuku (三島宿) (Mishima)
12. Numazu-juku (沼津宿) (Numazu)
13. Hara-juku (原宿) (Numazu)
14. Yoshiwara-juku (吉原宿) (Fuji)
15. Kanbara-juku (蒲原宿) (Shimizu-ku, Shizuoka)
16. Yui-shuku (由比宿) (Yui, powiat Ihara)
17. Okitsu-juku (興津宿) (Shimizu-ku, Shizuoka)
18. Ejiri-juku (江尻宿) (Shimizu-ku, Shizuoka)
19. Fuchū-shuku (府中宿) (Aoi-ku, Shizuoka)
20. Mariko-juku (鞠子宿) (Suruga-ku, Shizuoka)
21. Okabe-juku (岡部宿) (Okabe, powiat Shida)
22. Fujieda-juku (藤枝宿) (Fujieda)
23. Shimada-juku (島田宿) (Shimada)
24. Kanaya-juku (金谷宿) (Shimada)
25. Nissaka-shuku (日坂宿) (Kakegawa)
26. Kakegawa-juku (掛川宿) (Kakegawa)
27. Fukuroi-juku (袋井宿) (Fukuroi)
28. Mitsuke-juku (見附宿) (Iwata)
29. Hamamatsu-juku (浜松宿) (Hamamatsu)
30. Maisaka-juku (舞阪宿) (Hamamatsu)
31. Arai-juku (新居宿) (Arai, powiat Hamana)
32. Shirasuka-juku (白須賀宿) (Kosai)

### Prefektura Aichi
33. Futagawa-juku (二川宿) (Toyohashi)
34. Yoshida-juku (吉田宿) (Toyohashi)
35. Goyu-shuku (御油宿) (Toyokawa)
36. Akasaka-juku (赤坂宿) (Toyokawa)
37. Fujikawa-shuku (藤川宿) (Okazaki)
38. Okazaki-shuku (岡崎宿) (Okazaki) (także część Shio no Michi)
39. Chiryū-juku (池鯉鮒宿) (Chiryū)
40. Narumi-juku (鳴海宿) (Midori-ku, Nagoya)
41. Miya-juku (宮宿) (Atsuta-ku, Nagoya)

### Prefektura Mie
42. Kuwana-juku (桑名宿) (Kuwana)
43. Yokkaichi-juku (四日市宿)  (Yokkaichi)
44. Ishiyakushi-juku (石薬師宿) (Suzuka)
45. Shōno-juku (庄野宿) (Suzuka)
46. Kameyama-juku (亀山宿) (Kameyama)
47. Seki-juku (関宿) (Kameyama)
48. Sakashita-juku (坂下宿) (Kameyama)

### Prefektura Shiga
49. Tsuchiyama-juku (土山宿) (Kōka)
50. Minakuchi-juku (水口宿) (Kōka)
51. Ishibe-juku (石部宿) (Konan)
52. Kusatsu-juku (草津宿) (Kusatsu) (także część Nakasendō)
53. Ōtsu-juku (大津宿) (Ōtsu) (także część Nakasendō)

### Prefektura Kioto

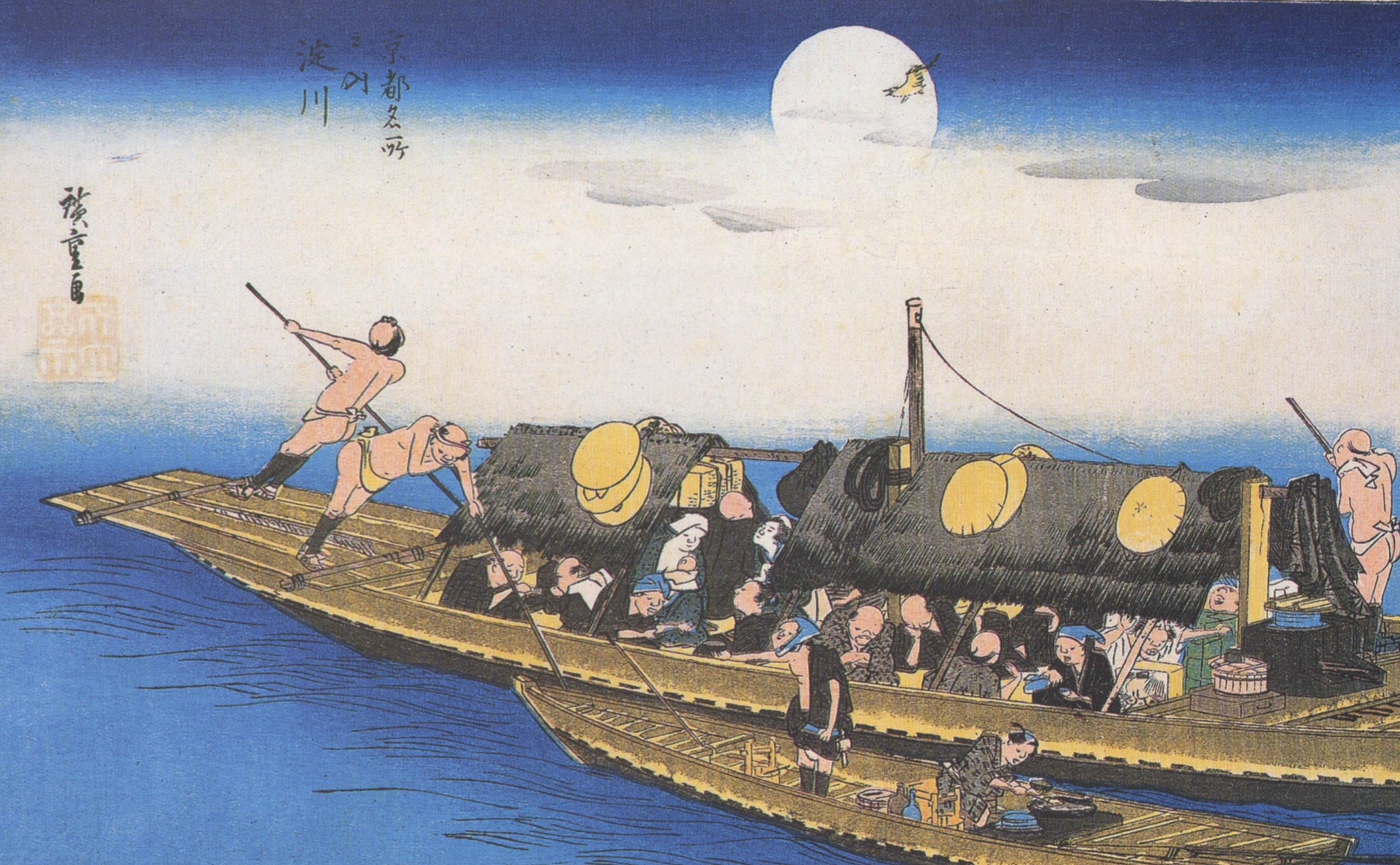
Łódź promowa na rzece Yodo, Kōraibashi

Miejsce końcowe: Sanjō Ōhashi (三条大橋) (Kioto)

## Ōsaka Kaidō
W 1619 droga Ōsaka Kaidō (大阪街道) została rozbudowana, aby rozciągnąć Tōkaidō tak, żeby osiągnęła ona Kōraibashi w obecnej Osace. Podróżnicy nie musieli iść do Sanjō Ōhashi, lecz mogli od Ōtsu-juku iść w stronę Fushimi-juku. Dlatego czasami mówi się, że Tōkaidō posiadało 57 stacji. Inna nazwa tego przedłużenia to Kyōkaidō (京街道).

### Prefektura Kioto
54. Fushimi-juku (伏見宿) (Fushimi-ku, Kioto)
55. Yodo-juku (淀宿) (Fushimi-ku, Kioto)

### Prefektura Osaka
56. Hirakata-juku (枚方宿) (Hirakata)
57. Moriguchi-juku (守口宿) (Moriguchi)
Miejsce końcowe: Kōraibashi (高麗橋) (Chūō-ku, Osaka)

## Przezhistoryczne prowincje
W okresie Edo, kiedy Tōkaidō była już ukończona, biegła przez poniższe historyczne prowincje Japonii:
- Prowincja Musashi: Nihonbashi (początek) do Hodogaya-juku (#4)
- Prowincja Sagami: Totsuka-juku (#5) do Hakone-juku (#10)
- Prowincja Izu: Mishima-shuku (#11)
- Prowincja Suruga: Numazu-juku (#12) do Shimada-juku (#23)
- Prowincja Tōtōmi: Kanaya-juku (#24) do Shirasuka-juku (#32)
- Prowincja Mikawa: Futagawa-juku (#33) do Chiryū-juku (#39)
- Prowincja Owari: Narumi-juku (#40) i Miya-juku (#41)
- Prowincja Ise: Kuwana-juku (#42) do Sakanoshita-juku (#48)
- Prowincja Ōmi: Tsuchiyama-juku (#49) do Ōtsu-juku (#53)
- Prowincja Yamashiro: Sanjō Ōhashi (pierwotny koniec), Fushimi-juku (#54) i Yodo-juku (#55)
- Prowincja Kawachi: Hirakata-juku (#56) i Moriguchi-juku (#57)
- Prowincja Settsu: Kōraibashi (koniec)